# Bacopa floribunda
Bacopa floribunda är en grobladsväxtart som först beskrevs av Robert Brown, och fick sitt nu gällande namn av Richard von Wettstein. Bacopa floribunda ingår i släktet tjockbladssläktet, och familjen grobladsväxter. Inga underarter finns listade i Catalogue of Life.